# Kodre
Kodre (chirilic: Кодре; în albaneză Kodra) este un oraș din comuna Ulcinj, Muntenegru. Conform datelor de la recensământul din 2003, orașul are 883 de locuitori (la recensământul din 1991 erau 765 de locuitori).

## Demografie
În orașul Kodre locuiesc 623 de persoane adulte, iar vârsta medie a populației este de 35,0 de ani (34,6 la bărbați și 35,4 la femei). În localitate sunt 222 de gospodării, iar numărul mediu de membri în gospodărie este de 3,98.
|  |

| Demografie | Demografie | Demografie |
| An         | Locuitori  | Locuitori  |
| ---------- | ---------- | ---------- |
|            |            |            |
|            |            |            |
|            |            |            |
|            |            |            |
| 1948       | 165        |            |
| 1953       | 193        |            |
| 1961       | 259        |            |
| 1971       | 432        |            |
| 1981       | 450        |            |
| 1991       | 765        | 664        |
| 2003       | 1137       | 883        |

| \| Componența etnică conform recensământului din 2003[2] \| Componența etnică conform recensământului din 2003[2] \| Componența etnică conform recensământului din 2003[2] \| Componența etnică conform recensământului din 2003[2] \| Componența etnică conform recensământului din 2003[2] \| \| ----------------------------------------------------- \| ----------------------------------------------------- \| ----------------------------------------------------- \| ----------------------------------------------------- \| ----------------------------------------------------- \| \| \| \| \| \| \| \| Albanezi \| Albanezi \| \| 798 \| 90,37% \| \| Muntenegreni \| Muntenegreni \| \| 42 \| 4,75% \| \| Musulmani \| Musulmani \| \| 21 \| 2,37% \| \| Sârbi \| Sârbi \| \| 11 \| 1,24% \| \| Croați \| Croați \| \| 6 \| 0,67% \| \| Maghiari \| Maghiari \| \| 1 \| 0,11% \| \| Bosniaci \| Bosniaci \| \| 1 \| 0,11% \| \| necunoscută \| necunoscută \| \| 0 \| 0% \| |              |  |     |        |
| Componența etnică conform recensământului din 2003 |              |  |     |        |
| |              |  |     |        |
| Albanezi | Albanezi     |  | 798 | 90,37% |
| Muntenegreni | Muntenegreni |  | 42  | 4,75%  |
| Musulmani | Musulmani    |  | 21  | 2,37%  |
| Sârbi | Sârbi        |  | 11  | 1,24%  |
| Croați | Croați       |  | 6   | 0,67%  |
| Maghiari | Maghiari     |  | 1   | 0,11%  |
| Bosniaci | Bosniaci     |  | 1   | 0,11%  |
| necunoscută | necunoscută  |  | 0   | 0%     |